# 1878
| 1878                                                  |
| ----------------------------------------------------- |
| Dødsfald - Fødsler                                    |
| • Begivenheder • Litteratur • Musik • Politik • Sport |

| Gregoriansk kalender | 1878 MDCCCLXXVIII       |
| Ab urbe condita      | 2631                    |
| Armensk kalender     | 1327 ԹՎ ՌՅԻԷ            |
| Kinesiske kalender   | 4574 – 4575 丁丑 – 戊寅 |
| Etiopisk kalender    | 1870 – 1871             |
| Jødisk kalender      | 5638 – 5639             |
| Hindukalendere       |                         |
| - Vikram Samvat      | 1933 – 1934             |
| - Shaka Samvat       | 1800 – 1801             |
| - Kali Yuga          | 4979 – 4980             |
| Iransk kalender      | 1256 – 1257             |
| Islamisk kalender    | 1295 – 1296             |

Konge i Danmark: Christian 9. 1863-1906
Se også 1878 (tal)

## Begivenheder

### Februar
- 2. februar - Grækenland erklærer krig mod Tyrkiet
- 12. februar – Den Internationale Arbejderforening, stiftet af Louis Pio i 1871, reorganiseres under navnet Socialdemokratisk Forbund (senere Socialdemokratiet)
- 19. februar - Thomas Alva Edison får patent på fonografen - senere udviklet til grammofonen
- 28. februar – Bland bill vedtages i USA i et forsøg på at hæve sølvets værdi

### Marts
- 3. marts – Freden i San Stefano mellem Rusland og Tyrkiet

### Juni
- 13. juni-13. juli – Berlinkongressen, reviderer den russisk-tyrkiske fredsaftale

### Juli
- 12. juli - Tyrkiet overlader Cypern til Storbritannien
- 13. juli - det osmanniske rige bliver yderligere indskrænket ved indgåelse af Berlintraktaten. Kaukasus gives til Rusland, Bosnien og Hercegovina til Østrig, Rumænien bliver selvstændigt, og endelig bekræfter traktaten Englands ret til at besætte Cypern
- 30. juli - Tyskland afholder parlamentsvalg

### September
- 12. september - den ene af de to egyptiske obelisker, Kleopatras Nål, rejses på Themsens Embankment i London. Thothmes III's obelisk er ca 25 meter høj
- 22. september - Bulgarien bliver selvstændigt

### Oktober
- 1. oktober – Tidligere slaver gør oprør på St. Croix. I Frederiksted angriber arbejderne fortet, og en stor del af byen bliver brændt af. De hvide måtte søge tilflugt i kirken. Oprøret nedkæmpes, og 6 dage efter bliver de første oprørere hængt

### December
- 30. december – På et offentligt møde udtaler venstrelederen Viggo Hørup de berømte ord: "Ingen over, og ingen ved siden af Folketinget"

### Udateret
- Julius Meyer indførte Odd Fellow Ordenen i Danmark.[1]

## Født
- 23. februar – Kazimir Malevitj, ukrainsk maler (død 1935).
- 11. april - Holger-Madsen, dansk skuespiller, filminstruktør og manuskriptforfatter (død 1943).
- 30. juli – C.L. David, dansk højesteretssagfører, legatstifter og kunstsamler (død 1960).
- 14. august – Harald Kidde, dansk forfatter (Aage og Else, Helten) (død 1918).
- 18. december – Josef Stalin, sovjetisk diktator (død 1953).

## Dødsfald
- 21. maj - Olaus Fjørtoft, norsk bondesøn, forfatter, journalist og politiker (født 1847).

## Sport
- Fodboldklubben Everton F.C. grundlægges.